# 我家女兒交不到男朋友！！
《我家女兒交不到男朋友!!》是日本電視台於2021年1月13日起在水十時段播出的連續劇，由菅野美穗主演。
台灣OTT平台KKTV於1月14日起每週四更新、MOD及Hami Video於1月15日起上架播出，LiTV 線上影視全套上架。

## 登場角色

### 水無瀨家
- 水無瀨碧（44）：菅野美穗（童年：稻垣來泉）（香港配音：鄭家蕙）

愛情小說作家兼單親媽媽。早稻田大學出身。
擁有「愛情小說女王」之稱的她現今轉型寫懸疑小說《Umbilical Cord》，卻因為銷售不佳面臨腰斬危機，被出版社要求繼續寫愛情小說。
- 水無瀨空（20）：濱邊美波（香港配音：楊婉潼）

碧的獨生女，立青學院大學學生，是個從硬派、BL、百合到血腥等漫畫類型都喜歡的重度宅女。
從小代替忙於工作的媽媽照顧家庭。

### 碧的候選男友
- 小欣／小田欣次：澤村一樹（童年：宮下柚百）（香港配音：蔡威賢；童年：葉子楓）

鈴蘭商店街的鯛魚燒店「小田屋」的四代目店長，碧的青梅竹馬。
- 橘漱石：川上洋平（［Alexandros］）（香港配音：陳漢祺）

出版社「散英社」的編輯，碧的責任編輯。
名字取自於夏目漱石，因為父親是高中教師兼文學愛好者，哥哥則取名自森鷗外。
- 渉周一（25）

### 空的候選男友
- 入野光：岡田健史（香港配音：黃尉斯）

與空同為立青學院大學學生。熊本出身。長得俊俏十分受女性歡迎，但其實是個隱性宅，而這秘密只有空知道。
- 渉周一（25）：東啓介（香港配音：簡懷甄）

整體院「太葉堂」的帥氣整體師，十分高大。碧的忠實粉絲，有齊她所有小說。

### 小田屋
- 小田俊一郎：中村雅俊（特別出演） （香港配音：陳力航）

小欣的父親：「小田屋」的三代目店長。
- 健太：中川大輔 （香港配音：葉子楓）

小田屋的員工。

### 立青學院大學
- 直樹：大地伸永（第1話－第3話、第6話－第8話）（香港配音：陳啟幟）

光的友人。
- 愛梨：長見玲亞（第1話－第3話、第6話－第8話）（香港配音：植婉雯）

光的女性友人。
- 田中：和田崇太郎（第1話－第3話、第6話－第7話）（香港配音：劉達斌）

光的友人。
- 里中：大高洋夫（香港配音：劉達斌）

空與光的課程講師。

### 散英社
- 小西：有田哲平（奶油濃湯）（第1話－第2話、第4話－第5話）（香港配音：伍博民）

出版社「散英社」的總編輯。
年輕時發掘了碧後成為她的長期合作夥伴。
- 伊藤沙織（23）：福原遙（香港配音：黃紫嫻）

最初因為漱石的關係在散英社兼職編輯，和漱石分手後與俊一郎交往，並在小田屋工作。
- 田山：本坊元兒（SOLASHIDO）（第3話－第4話、第8話）（香港配音：陳啟熾）

散英社的編輯，經常跟著小西。
- 松山：布施繪里（香港配音：黎梓彤）

水無瀨碧的前責任編輯。

### 其他人物
- 未羽：吉谷彩子（第1話、第3話－第4話）（香港配音：陳雪瑩）

光的家庭教師，與光一樣是熊本出身。
- 一之瀨風雅：豐川悅司（友情出演）（第7話－最終話）（香港配音：劉達斌）

空的親生父親。
- 星野鈴：矢田亞希子（第7話、第9話）（香港配音：黎梓彤）

已去世。空的親生母親，風雅的舊情人。
- 筧浩志：本多力（香港配音：陳啟熾）

電影編劇。
- 豐田：山下容莉枝（香港配音：黎梓彤）

鈴蘭商店街商戶。
- 神林：松本海希（香港配音：黃紫嫻）

鈴蘭商店街商戶。
- 久遠悠人：赤楚衛二（香港配音：葉子楓）

唱作歌手。
- 悠人的經理人：福澤重文（香港配音：劉達斌）
- 悠人的經理人公司社長：佐渡山順久（香港配音：陳力航）
- 攝影師：鳥村みやこ（香港配音：陳雪瑩）
- 到碧家中取材的人：伊藤麻實子（香港配音：陳雪瑩）
- 按摩師：松熊鶴松（香港配音：黎梓彤）
- 新派咖啡店店長：高木智之（香港配音：陳啟熾）
- 「Ruby on AOYAMA」的店長：鼓太郎（香港配音：陳啟熾）
- 未羽的交往對象：高木勝也（香港配音：葉子楓）
- 大林加苗：銀粉蝶（香港配音：黎梓彤）

鈴蘭商店街的居民玩具店店主。
- 調戲空的不良少年：早瀬圭人（香港配音：葉子楓）
- 在扭蛋機前與光對談的男童：德山凜響（香港配音：黎梓彤）
- 放學經過神社的小學生：澀谷南那（香港配音：植婉雯）

## 製作團隊
- 編劇：北川悦吏子[1]
- 導演：南雲聖一、内田秀實
- 總製作人：加藤正俊
- 製作人：小田玲奈、森雅弘、仲野尚之（AX-ON）
- 主題曲：家入里歐〈空與青〉（Victor Entertainment）[2]
  - 作詞：北川悦吏子、作曲：川上洋平（［Alexandros］）
- 制作協力：AX-ON
- 製作著作：日本電視台

## 播出日程
| 集數                                                                      | 播出日期 | 標題 | 導演     | 收視率 |
| ------------------------------------------------------------------------- | -------- | ---- | -------- | ------ |
| 第1話                                                                     | 1月13日  |      | 南雲聖一 | 10.3%  |
| 第2話                                                                     | 1月20日  |      | 南雲聖一 | 8.8%   |
| 第3話                                                                     | 1月27日  |      | 内田秀實 | 8.1%   |
| 第4話                                                                     | 2月3日   |      | 南雲聖一 | 8.2%   |
| 第5話                                                                     | 2月10日  |      | 内田秀實 | 8.3%   |
| 第6話                                                                     | 2月17日  |      | 南雲聖一 | 8.4%   |
| 第7話                                                                     | 2月24日  |      | 内田秀實 | 9.0%   |
| 第8話                                                                     | 3月3日   |      | 南雲聖一 | 8.6%   |
| 第9話                                                                     | 3月10日  |      | 内田秀實 | 7.9%   |
| 最終話                                                                    | 3月17日  |      | 南雲聖一 | 9.0%   |
| 平均視聴率 8.7%（收視率由Video Research調查關東地區、家戶的即時統計資料） |          |      |          |        |

## 外部連結
- 官方网站（日語）
- 我家女兒交不到男朋友！！的X（前Twitter）（日語）
- 我家女兒交不到男朋友！！的Instagram帳戶（日語）

| 日本 日本電視台 週三連續劇                                        | 日本 日本電視台 週三連續劇                              | 日本 日本電視台 週三連續劇 |
| ----------------------------------------------------------------- | ------------------------------------------------------- | -------------------------- |
|                                                                   | 我家女兒交不到男朋友!! （2021年1月13日－2021年3月17日） |                            |
| ＃遠程戀愛～普通的戀愛是邪道～ （2020年10月14日－2020年12月23日） | 深深地戀愛 （2021年4月14日－2021年6月9日）              |                            |

| 臺灣 緯來日本台 週一至週五晚間十點          | 臺灣 緯來日本台 週一至週五晚間十點                | 臺灣 緯來日本台 週一至週五晚間十點 |
| ------------------------------------------- | ------------------------------------------------- | ---------------------------------- |
|                                             | 宅女兒交不到男友 （2021年1月16日－2021年3月27日） |                                    |
| 極道主夫 （2020年10月11日－2020年12月13日） | 東大特訓班 （2021年5月1日－2021年7月3日）         |                                    |